# Fidéicommis
Pour les articles homonymes, voir Fidéicommis (homonymie).
Le fideicommissum (de fideicommittere) est en droit romain  « une disposition de dernière volonté, non revêtue des formes solennelles des legs ou des institutions d'héritier, par laquelle quelqu'un (fideicommittens) chargeait une personne (fiduciarius) à laquelle elle faisait une libéralité, de transmettre à un tiers (fideicommissarius) tout ou partie du bénéfice de cette libéralité. »
Autrement dit, le mot latin fidéicommis (littéralement: laissé entre des mains fidèles) désigne une disposition juridique (souvent testamentaire) par laquelle un bien est versé à une personne via un tiers. 
Il y a fidéicommis quand une personne via son testament transmet tout ou partie de son patrimoine à un bénéficiaire, en le chargeant de retransmettre ce ou ces biens à une tierce personne désignée dans l'acte.  
Le fidéicommis permet théoriquement au testateur de donner ses biens à quelqu’un qui ne peut légalement le recevoir, mais avec le risque de déclaration d’illégalité et au risque que le disposant intermédiaire puisse détourner le bien et par exemple éliminer un héritier d'une succession. 
Les droits français et belge modernes ignorent désormais le fidéicommis, hormis dans la doctrine qui emploie plutôt la tournure « substitution fidéicommissaire » ou « interdite ». La substitution fidéicommissaire est toutefois admise en droit suisse.

## La notion de fidéicommis pour les grands domaines agricoles
La notion anglo-saxonne de Trust Fund est parfois traduite par fidéicommis. Les pays germaniques, nordiques et de droit anglais connaissent le fidéicommis, comparable au majorat, qui consiste en une fondation transmise en général par droit d'aînesse pour éviter le partage de grands domaines agricoles à chaque succession. Le tenant du fidéicommis n'est pas propriétaire à proprement parler, mais curateur du bien qu'il a charge de transmettre à la génération suivante. Il doit aussi permettre d'entretenir les cadets de famille dans leur vieux jours et d'assurer une dot aux filles. Ce système a été aboli en 1919 en Allemagne et aboli ou allégé dans les pays scandinaves.